# Villars-et-Villenotte
Villars-et-Villenotte is een gemeente in het Franse departement Côte-d'Or in de regio Bourgogne-Franche-Comté en telt 145 inwoners (2004). De plaats maakt deel uit van het arrondissement Montbard.

## Geografie
De oppervlakte van Villars-et-Villenotte bedraagt 7,6 km², de bevolkingsdichtheid is 19,1 inwoners per km².
De onderstaande kaart toont de ligging van Villars-et-Villenotte met de belangrijkste infrastructuur en aangrenzende gemeenten.

## Demografie
Onderstaande figuur toont het verloop van het inwonertal (bron: INSEE-tellingen).